# Alison Arngrim
Alison Margaret Arngrim (New York, 18 januari 1962) is een Amerikaanse actrice en stand-upcomedian. Zij speelde als kindster Nellie Oleson in de televisieserie Little House on the Prairie. Zij speelde gastrollen in series als The Love Boat en Fantasy Island.
Arngrim doet naast haar optredens liefdadigheidswerk. Zij richt zich vooral op zaken als aids (vooral na het overlijden van haar 'filmman' Steve Tracy) en kindermisbruik. Daarnaast houdt zij regelmatig lezingen en lobbyt ze voor de groep PROTECT. In 2004 vertelde ze in Larry King Live een incestslachtoffer te zijn. Hoewel ze weigerde de naam van haar belager te noemen, gaf ze aan dat het geen van haar ouders was. In 2010 verschenen haar memoires onder de titel "Confessions of a prairie bitch." Hierin wijst ze haar broer aan als de dader.
Arngrims vader, Thor, was een Hollywood-manager. Haar moeder, Norma Macmillan, was een stemactrice die zorgde voor onder meer de stemmen van Casper het vriendelijke spookje, Gumby en David en Goliath. Haar broer Stefan Arngrim was ook een kindster.
Arngrim trouwde op 6 november 1993 met musicus Robert Paul Schoonover.

## Filmografie
- Surge of Power (2004) - Cameo
- The Last Place on Earth (2002) - Feestganger
- For the Love of May (2000) - Jude
- The Nellie Olesons (1997) - Actrice
- I Married Wyatt Earp (1983) (Tv) - Amy
- Little House on the Prairie (1974) Tv - Nellie Oleson Dalton (1974-1981)
- Throw Out the Anchor (1974) - Stevie